# Киз, Теренс Хамфри
Теренс Хамфри Киз (англ. Terence Humphrey Keyes; 28 мая 1877 — 26 февраля 1939) — британский военачальник, генерал, дипломат.

## Биография
Сын генерала Чарльза Киза и младший брат адмирала Роджера Киза. Окончил Военный колледж в Сандхёрсте.
Служил в Индии, участвовал в экспедиции Тирах в 1897—1898. Был легко ранен. Лейтенант (1899).
В октябре 1904 назначен вице-консулом в Систане и Каине в Персии. В июле-сентябре 1904 совершил путешествие из Персии в русский Туркестан по неизученному пути, был в Бухаре, Ташкенте, Самарканде. Капитан (1906). В 1906 назначен консулом в Турбат-и-Хайдари и Карезе в Персии. В 1914 году назначен политическим агентом в Бахрейн.
Участвовал в Месопотамской кампании Первой мировой войны.

### В России
В 1917 году был прикомандирован к русской армии в Румынии и служил в России во время Гражданской войны. Был заместителем начальника британской военной миссии на Юге России.
В декабре 1917 года британским посольством в Петрограде через Киза обратившимся за помощью представителям московского кадетского центра (А. В. Кривошеину и Г. Н. Трубецкому) была обещана материальная помощь зарождавшейся на Дону Добровольческой армии.
В 1918 году работал над проектом по скупке крупных российских банков англичанами
13 (26) декабря 1918 года Киз участвовал в совещании на железнодорожной станции Кущёвка между Донским атаманом Красновым, командующим Донской армией генералом Денисовым, представителем Добровольческой армии генералом А. М. Драгомировым и главой британской военной миссии генералом Пулем.
28 декабря 1918 (11 января 1919) сопровождал генерала Пуля во время поездки в Новочеркасск.
В январе 1919 Киз подал мысль Деникину назначить Н. Е. Парамонова руководителем отдела пропаганды и агитации.
Позднее получил назначение на дипломатический пост Верховного комиссара в Южной России (Acting High Commissioner to South Russia).

Характерно, что, перейдя в ведомство иностранных дел Керзона, полковник Киз сразу изменил той прямой, открытой и доброжелательной политике, которая отличала всегда английскую военную миссию.— 
7 февраля 1920 Киз на военном корабле прибыл в занятый зелёными повстанцами Сочи, где вёл переговоры с руководителями «Комитета освобождения Черноморья» Самариным-Филипповским, Вороновичем и Чайкиным. Киз предложил Самарину-Филипповскому прекратить военные действия против Деникина, заверяя, что английское командование добьется от Деникина отвода добровольческих частей до Новороссийска.
6-7 марта 1920 года, через несколько дней после того как 25 февраля 1920 года «зелёные» заняли Туапсе, Киз прибыл в Туапсе на эсминце HMS Steadfast вместе с двумя членами Кубанского правительства и потребовал от зелёно-красных командиров Фавицкого и Шевцова отказаться от наступления против Добровольческой армии.
Согласно воспоминаниям генерала Деникина, дипломатическое представительство Киза в марте 1920 года, в период поражения и отступления белых армий было замешано в каких-то сложных политических комбинациях. Деникину был известен проект Киза по реорганизации власти Юга с предоставлением главнокомандующему ВСЮР только военного командования.
Позднее, когда назревала уже эвакуация Новороссийска, генерал Киз интересовался возможностью переворота и с этой целью осведомлялся у генерала Кутепова об отношении к этому вопросу Добровольческого корпуса.
Вместе с другими британскими офицерами отбыл из Новороссийска на линкоре HMS Emperor of India.

### Служба в Индии
Вернулся в Индию. В 1921—1928 годах служил в Белуджистане. В 1928 году был назначен британским посланником при Непальском дворе. В 1928—1929 годах был британским резидентом в Гвалиоре. В 1929 году — агент генерал-губернатора в Туземных княжествах Западной Индии. В 1930—1933 годах — резидент в Хайдарабаде. Вышел в отставку в 1932 году.
Киз был активным масоном. Он вступил в ложу в 1908 году и в 1933 году достиг 30-го градуса ДПШУ.
Скончался в феврале 1939 года.